# 57年
| 千纪： | 1千纪                                                                                |
| 世纪： | 前1世纪 \| 1世纪 \| 2世纪                                                            |
| 年代： | 20年代 \| 30年代 \| 40年代 \| 50年代 \| 60年代 \| 70年代 \| 80年代                   |
| 年份： | 52年 \| 53年 \| 54年 \| 55年 \| 56年 \| 57年 \| 58年 \| 59年 \| 60年 \| 61年 \| 62年 |
| 纪年： | 东汉建武中元二年                                                                     |

## 大事记
- 中国
  - 日本派使臣赴中国，汉光武帝授予倭奴国王印（1784年在日本福冈县出土）。
  - 汉明帝继位。
  - 滇吾率部入侵隴西郡，在允街擊敗隴西郡太守劉盱。原來在隴西郡為漢朝守衛邊疆的西羌人全部反漢。剛剛即位的漢明帝詔命謁者張鴻率兵討伐西羌人。張鴻在允吾縣被打敗，全軍覆沒。
  - 十一月，漢明帝又派中郎將竇固與捕虜將軍馬武率領四萬兵眾討伐西羌人。
- 其他
  - 圣保禄的《格林多后书》可能写于57年。

## 各国领袖

### 非洲
- 库施
  - 国王：Amanitenmemide（50年－62年）

### 亚洲
- 中国
  - 东汉：
    - 皇帝：
      1. 汉光武帝（25年－57年）
      2. 汉明帝（57年－75年）
- 朝鲜
  - 百济：
    - 国王：多娄王（28年－77年）

  - 高句丽：
    - 国王：太祖王（53年－146年）

  - 新罗：
    - 国王：
      1. 儒理尼师今（24年－57年）
      2. 脱解尼师今（57年－80年）
- 贵霜帝国
  - 国王：丘就却（30年－80年）

### 欧洲
- 高加索伊比里亚
  - 国王：法斯曼一世（50年－58年）
- 罗马帝国
  - 皇帝：尼禄（54年－68年）

### 中东
- 科马吉尼
  - 国王：Antiochus IV（41年－72年）
- 奈巴提亚
  - 国王：Malichus II（40年－70年）
- 奥斯若恩
  - 国王：
    1. Ma'nu V bar Abgar（50年－57年）
    2. Ma'nu VI bar Abgar（57年－71年）
- 安息
  - 国王（政权对立）：
    - 沃洛吉斯一世（51年－78年）
    - 萨那巴雷斯（50年－65年）
    - 瓦尔达内斯二世（55年－58年）

## 逝世
- 3月29日——刘秀，东汉第一位皇帝（前6年出生，63岁）
- 儒理尼師今，新羅第3代君主